# Jan Marcin Falewicz
Jan Marcin Falewicz herbu Pobóg (ur. 1867 w Jodach, zm. 23 maja 1935 w Balimpolu) – polski inżynier technolog, ziemianin, porucznik Wojska Polskiego w st. spocz., działacz polityczny i społeczny, poseł na Sejm Litwy Środkowej, Marszałek Senior Sejmu Litwy Środkowej 3 lutego 1922 roku. 

## Życiorys
Ukończył studia inżynieryjne. Posiadał majątek Balimpol koło Wilna. Przez wiele lat był przewodniczącym Sejmiku Powiatowego Wileńsko-Trockiego. Był pierwszym prezesem i przewodniczącym wydziału powiatowego w Wilnie. Był członkiem Dyrekcyjnej Rady Kolejowej w Wilnie z ramienia władz powiatowych, a także członkiem wileńskiej wojewódzkiej Rady Wodnej.
W 1922 roku został wybrany posłem na Sejm Litwy Środkowej z okręgu nr VII (Wilno powiat). Wobec spowodowanej stanem zdrowia rezygnacji Marszałka Seniora biskupa Karola Hryniewieckiego prowadził obrady Sejmu 3 lutego do momentu wybrania Marszałkiem Sejmu Antoniego Łokuciewskiego. W Sejmie zasiadał w klubie Zespołu Stronnictw i Ugrupowań Narodowych, a także był członkiem komisji weryfikacyjnej. W 1927 roku wszedł w skład komitetu powiatowego Obozu Wielkiej Polski na powiat wileńsko-trocki.
W 1926 roku był zastępcą przewodniczącego rady nadzorczej Polskiej Dyrekcji Ubezpieczeń Wzajemnych. Był również członkiem powiatowej komisji przysposobienia rolniczego na powiat wileńsko-trocki, a także członkiem Wileńskiego Towarzystwa Rolniczego. Pełnił funkcję prezesa koła hodowców koni remontowych w Wilnie. W 1934 roku zasiadał w zarządzie komitetu budowy pomnika Adama Mickiewicza w Wilnie.
Zmarł 23 maja 1935 roku w Balimpolu. Został pochowany na cmentarzu w Bujwidzach.

## Życie prywatne
Był synem powstańca styczniowego Karola Feliksa i Julii z Żukowskich. Jego bratem był generał Wojciech Falewicz, a bratankiem pułkownik Tadeusz Falewicz. W 1898 roku w parafii Wszystkich Świętych w Warszawie ożenił się z Wandą Kazimierą Weroniką Więckowską. Miał z nią dwóch synów: Kazimierza (żołnierza AK i NSZ) i Stanisława oraz córkę Helenę (po mężu Sztukowską), która była adwokatem.

## Ordery i odznaczenia
- Złoty Krzyż Zasługi (8 sierpnia 1927)[14]